# 馬羅阿 (伊利諾伊州)
馬羅阿（英語：Maroa）是一個位於美國伊利諾伊州梅肯縣的城市。

## 地理
馬羅阿的座標為40°02′13″N 88°57′18″W / 40.03694°N 88.95500°W，而該地的平均海拔高度為219米（即719英尺）。

## 人口
根據2010年美國人口普查的數據，馬羅阿的面積為4.62平方千米，當中陸地面積為4.62平方千米，而水域面積為0.00平方千米。當地共有人口1801人，而人口密度為每平方千米389.83人。